# Krao Farini

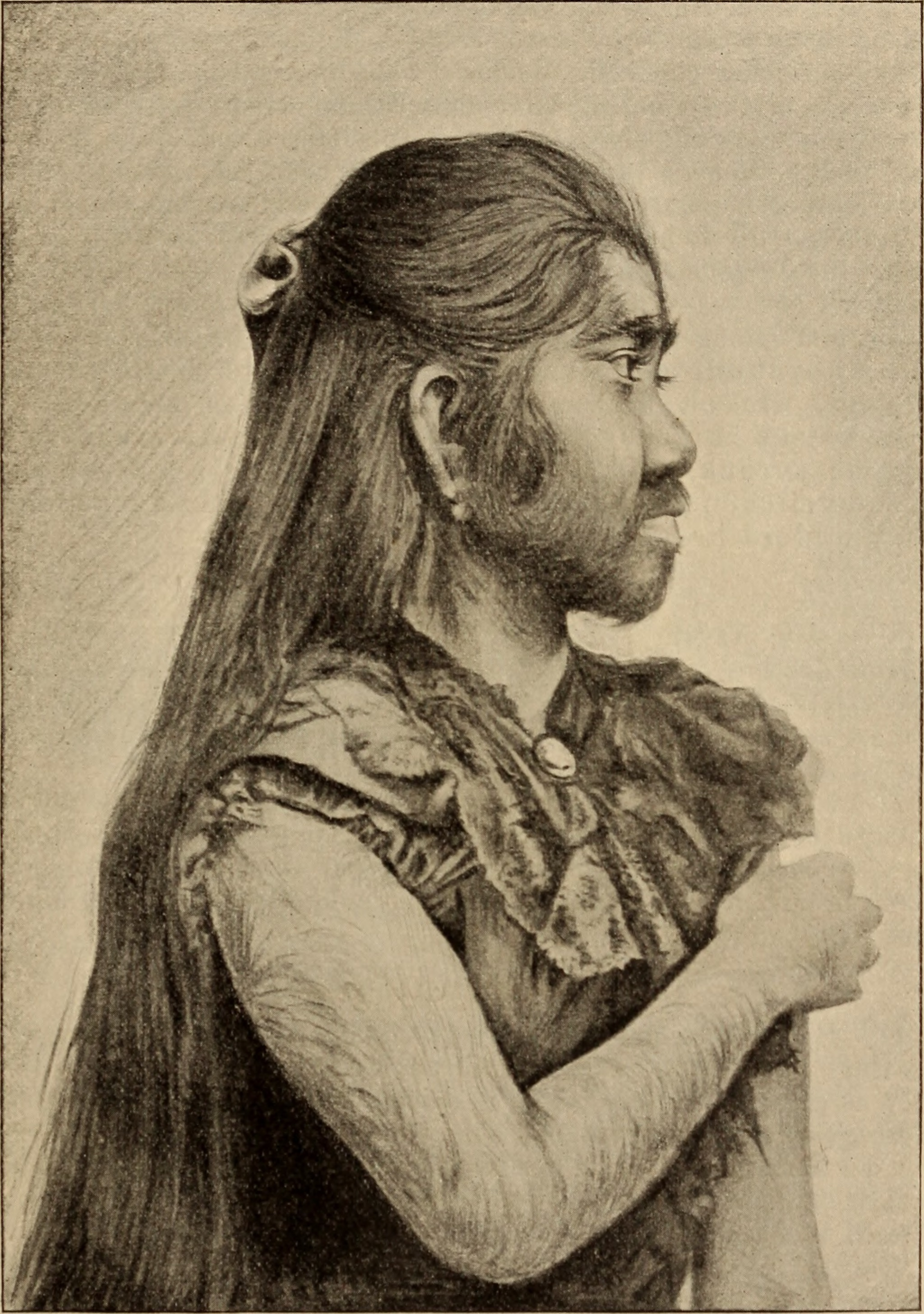
Krao Farini (1902)

Krao Farini (geboren ca. 1876 in Siam; gestorben am 16. April 1926 in New York City) wurde als Kind unter ungeklärten Bedingungen von ihrer Familie und Kultur getrennt und als Attraktion in europäischen und nordamerikanischen Vorstellungen gezeigt. Hier wurde das Mädchen unter der wissenschaftlich falschen Bezeichnung The Missing Link präsentiert, als das angebliche „fehlende Bindeglied“ zwischen Affen und Menschen. Sie hatte eine angeborene Hypertrichose und daher einen stark vermehrten Haarwuchs. Sie verbrachte ihr Leben auch als Erwachsene als Freak-Schaustellerin und Attraktion auf europäischen und nordamerikanischen Jahrmärkten.

## Herkunft

### Legenden Farinis
Die durchweg erfundenen Erzählungen, wie William Leonard Hunt (der Große Farini, Guillermo Antonio Farini) in den Besitz des Mädchens, das später den Namen Krao Farini trug, gekommen sein will, variierten stark. Nach den Angaben Hunts, der ihre Auftritte zunächst managte und als ihr Adoptivvater galt, wurde sie in der damaligen siamesischen Provinz Laos geboren. Ihre Entdeckung und Entführung aus der Heimat wurde den zwei Entdeckungsreisenden Carl Alfred Bock und George G. Shelly zugeschrieben, was aber fragwürdig ist. Folgende Formen der Legende ließ Farini zwischen 1882 und 1885 verbreiten:
Gefangennahme durch Bock und Shelley: Es lebe in einer abgelegenen laotischen Region ein Stamm Indigener, dessen Mitglieder alle die äußerlichen Merkmale von Krao hätten. Sie würden als Kraos oder Kraos-monink (d. h. „Affenmenschen“) bezeichnet, lebten nackt, feuer- und werkzeuglos in Bäumen und ernährten sich von Früchten, Nüssen und Fisch. Ein gewisser Edward T. Sachs in Farinis Auftrag habe sie entdeckt, aber aufgrund einer Krankheit habe er aufgeben müssen. Die Wissenschaftler Bock und Shell(e)y hätten Einheimische bestochen – entgegen einem Aberglauben, dass das Fangen von Kraos Unglück brächte – eine Kraos-Familie auf der laotischen Insel Borneo gefangen zu nehmen, was im Januar 1881 gelungen sein soll. Allerdings sei der Familienvater an Cholera gestorben und die Mutter sei in Bangkok von ihrer Tochter getrennt worden. Shelly habe das Kind dann aus seiner Obhut in die von Farini übergeben.
Gefangennahme durch eine siamesische Expedition: Bock (oder Sachs) sei bereits 1874 im Auftrag von Farini unterwegs gewesen, um ungewöhnlich große Menschen aufzuspüren. Am Hafen der burmesischen Hauptstadt Mandalay oder abweichend am dortigen Königshof habe er ungewöhnlich behaarte Menschen bemerkt, die dem König von Burma als Kuriosität vom König von Laos geschenkt worden seien; ein Verkauf dieser Leute sei aber vom Königshof abgelehnt worden. Daher seien Shelley und Bock erneut 1882 aufgebrochen, um diesen Volksstamm zu finden. Sie hätten vom siamesischen König (den Bock Jahre zuvor von einer Krankheit geheilt hätte) eine Expeditionseskorte in die laotische Stadt Kjang-Kjang erhalten, mit deren Hilfe in einem waldigen Sumpfland die Familie gefangen genommen worden sei. Die Kraos lebten dort zum Schutz vor Schlangen in Baumhütten und ernährten sich von Fisch, Wildreis und Kokosnussrinden. Die Mutter des Kraos-Mädchens habe dann ein laotischer König für sich behalten wollen und ihr Vater sei an Cholera gestorben. So sei nur Krao selbst in die Zivilisation gebracht worden, mit einer Ankunft in Europa am 4. Oktober 1882.
Kauf beim König: Die von Farini selbst arrangierte Expedition Bocks in die laotischen Sümpfe (s. o.) habe das Kraos-Volk bloß gesichtet, aber niemanden fangen können. Nach einigen Verwicklungen hätten dann die Könige oder Prinzen von Burma und/oder Siam eingewilligt, ein am Hof geborenes Kraos-Kind aus Siam ausreisen zu lassen, unter der Bedingung, dass das Mädchen von Farini adoptiert würde.
1926 hieß es, dass „gemäß Zirkustradition“ „Professor“ Farini selbst sie in Laos gefunden habe.

### Zeitgenössische Ermittlungen zur Herkunft
Diese Legenden wurden frühzeitig als solche erkannt, hatten sich aber bereits so weit verbreitet, dass sich Richtigstellungen jenseits akademischer Kreise als vergeblich erwiesen. Bereits ab 1883 gab es Hinweise auf eine Herkunft aus Bangkok. 1884 ergaben Nachforschungen durch die Deutsche Gesellschaft für Anthropologie, dass Krao das Kind siamesischer Eltern war, die beide (Stand 1885) weiterhin in Schuldsklaverei in Bangkok lebten und keine ungewöhnliche Behaarung aufwiesen. Eine Haupteinnahmequelle der Mutter sei es gewesen, Krao gegen Bezahlung zu zeigen. Bock sei den Berichten über das Kind gefolgt, habe Schulden der Familie abbezahlt (7,5 Ticals und 600 Katties, was 1800 Franc entsprach) und so dank seiner Kontakte zum Polizeiminister Salomon die Adoptionsrechte für Krao arrangiert.
Ihr Name „Krao“ bzw. „Meh Kao“ ist wohl der ihr nach der Geburt von ihrer Mutter gegebene. Zeugnisse zur siamesischen Schreibweise existieren nicht. Näheres zu seiner Bedeutung ist nicht bekannt. Ein deutscher Linguist stellte 1885 in Bangkok fest, es gebe in keiner Schreibvariante einen Bedeutungszusammenhang mit Haaren oder Affen.

## Zurschaustellung als Missing Link

### 1883: Anthropologische Schauen in Großbritannien und Deutschland

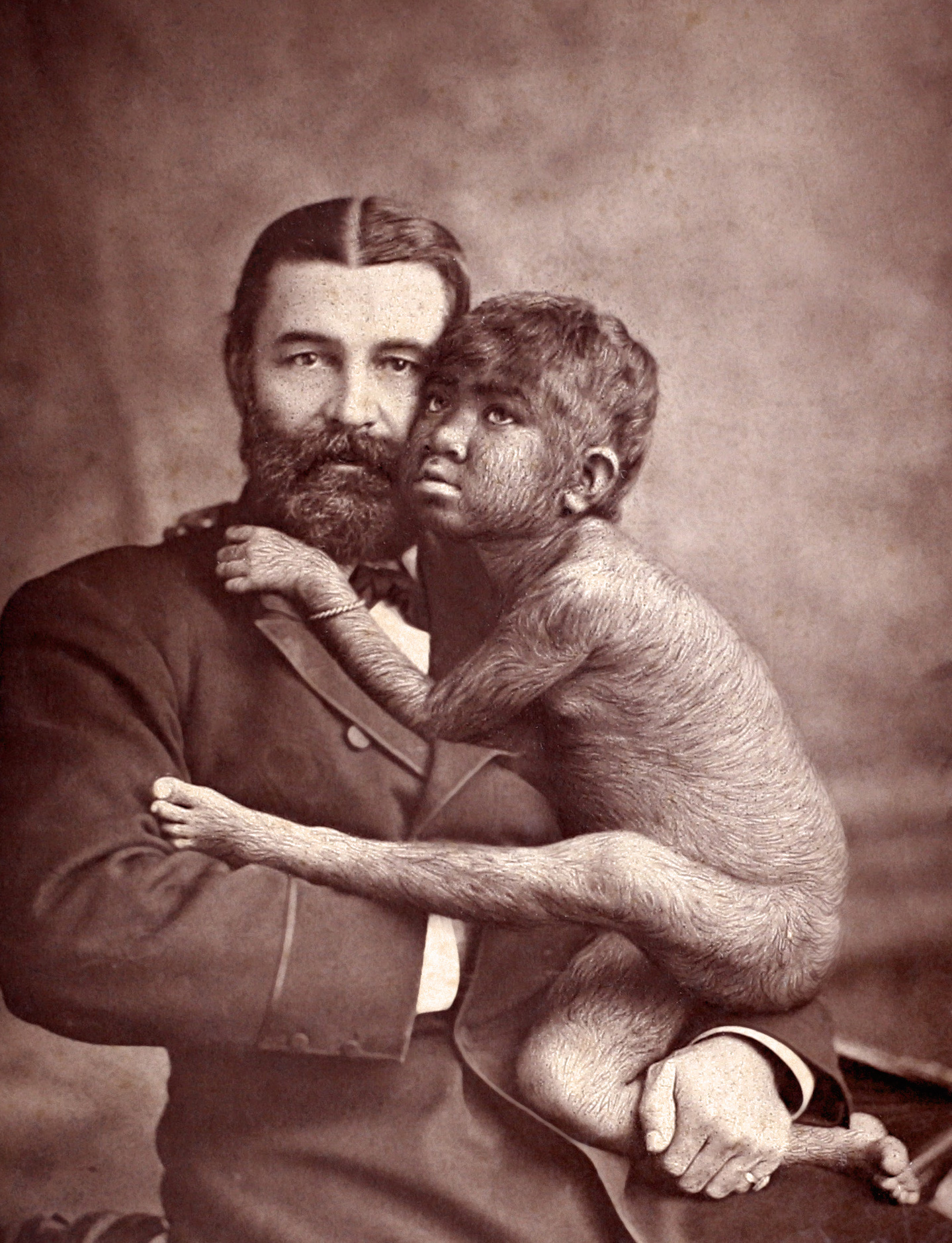
Der „Große Farini“ präsentiert Krao in London, 1883

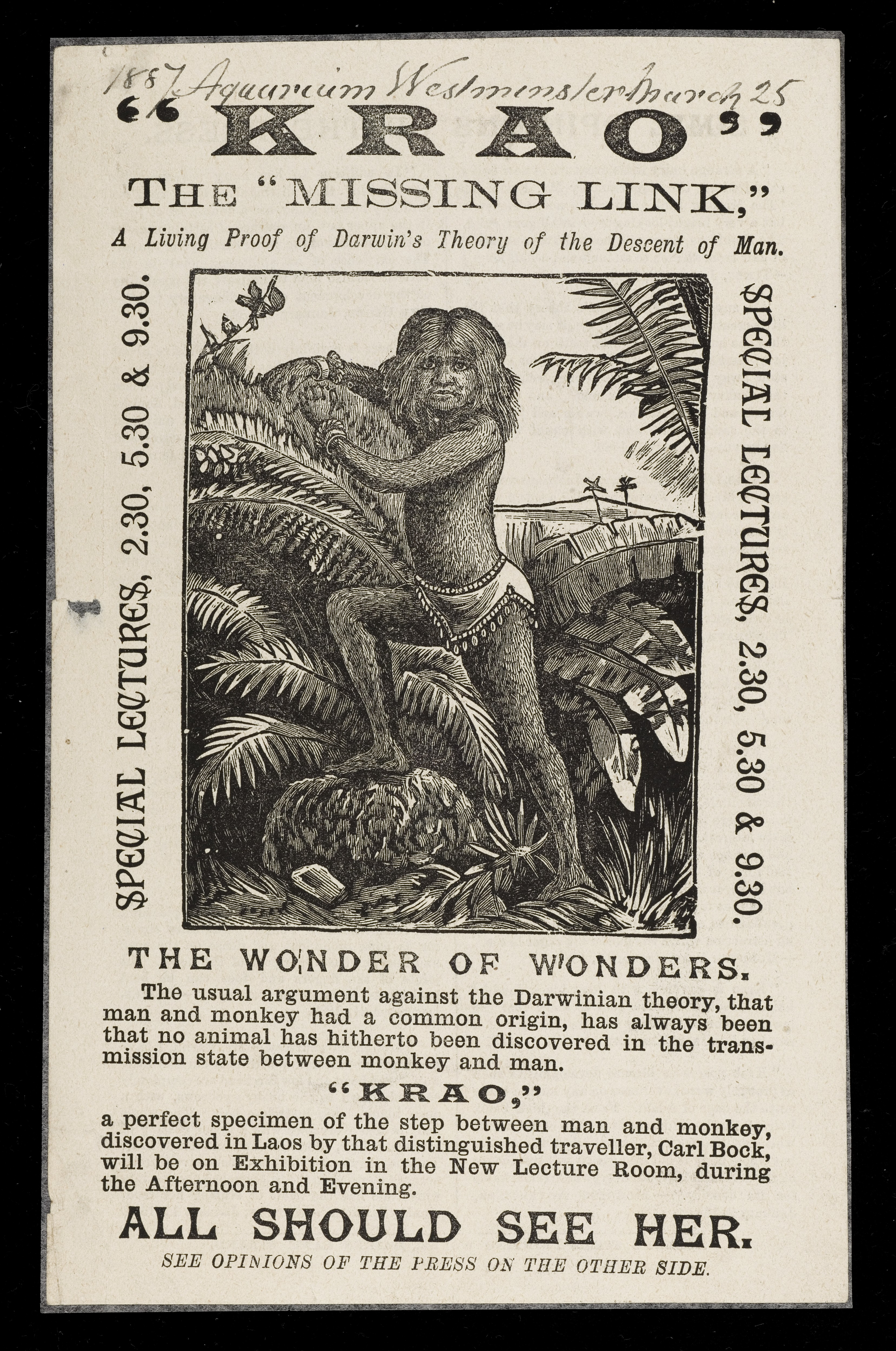
Werbeblatt mit Holzschnitt: bekleidete Variante von 1887

Auf der Überfahrt nach Europa 1882 und während ihres Aufenthalts lernte Krao Englisch und Deutsch. Dann wurde sie als ein Beweis für Charles Darwins Evolutionstheorie und als bis dahin fehlendes Bindeglied („Missing Link“) zwischen Mensch und Affe in Europa zur Schau gestellt. Organisiert wurde dies durch William Leonard Hunt alias Guillermo Antonio Farini, der als Kraos Adoptivvater auftrat, und von ihr „Papa“ gerufen wurde. Nach Vorab-Begutachtungen durch die Presse im Dezember 1882 fand die erste bedeutende Zurschaustellung von Januar bis Juli 1883 im Royal Aquarium in Westminster statt, mit täglichen Auftritten nachmittags von insgesamt fünf Stunden, bei einer Stunde Pause. Farini betrieb einen großen Aufwand, um seine Behauptungen über das vermeintliche Dschungelkind mit Urwald-Kulissen zu untermauern und schreckte auch nicht davor zurück, Krao in einem Käfig mit vier Menschenaffen zeigen zu wollen. Dieses Vorhaben wurde allerdings polizeilich unterbunden und die Affen wurden getrennt gezeigt. Insbesondere unterstrich Farini als Showmaster, dass Krao kein Freak sei, sondern eine typische Vertreterin ihrer Art: ein „Spezimen“. Der wissenschaftliche Streit über diese Behauptungen fachte die Aufmerksamkeit, die Krao zuteilwurde, stark an. Werbe-Fotografien zu dieser Zurschaustellung zeigten Krao zum Teil nackt oder beinahe nackt; der Öffentlichkeit wurde sie allerdings im Kleid vorgeführt, wobei Farini darauf achtete, Kraos behaarte Arme und Beine möglichst unbekleidet zu lassen.
Farini ließ Krao gerne von Experten begutachten und zitierte zudem bekannte Wissenschaftler wie Darwin oder Francis Buckland, die allerdings beide bereits verstorben waren. Zitate aus der Presse und Wissenschaft wurden von Farini stets so ausgewählt, dass er Krao publikumswirksam als Zwischenstufe zwischen Affe und Mensch bewerben konnte und nicht als das Mädchen, als welches sie von vielen erkannt wurde. Er soll auch Fotografien nachbearbeitet haben; ein noch lange nach Kraos Kindheit verwendeter Promo-Holzschnitt übertreibt ihre Körperbehaarung stark. So vermutete etwa der irisch-indische Ethnologe Augustus Henry Keane bereits im Januar 1883 eine schlichte körperliche Anomalie. Als im Mai 1883 Berichte aus Bangkok die wahre Natur Kraos offenlegten, publizierte auch Keane diese. Dem Marketing rund um Krao tat dies keinen Abbruch mehr. Spöttische Stimmen dagegen verglichen sie mit dem bärtigen Farini und fragten, wer von den beiden wohl das Bindeglied zwischen Affe und Mensch sei.
Das Interesse an Krao war auch deswegen groß, weil sich an ihr der Einfluss des Britischen Weltreichs zeigte, welches immer neue Territorien erkundete und vereinnahmte und Indigene aus bislang unerforschten Erdteilen nach London zu bringen in der Lage war. 1886 wurde in einer Völkerschau auch die „Haarmenschen-Familie“ in London gezeigt, welche bis zur Absetzung von Thibaw Min am burmesischen Königshof gelebt hatte, und die nun als Trophäen der britischen Eroberung galten. In diesem Zeitgeist entstanden auch die Urzeit- und Abenteuerromane H. Rider Haggards, in denen Missing-Link-Protagonisten verschiedene Rollen einnehmen. Im Falle Kraos wurde ferner publikumswirksam der zivilisatorische Einfluss des Britischen Reichs unterstrichen, da Krao nicht etwa im Lendenschurz, sondern in Mädchenkleidern und mit Hut auftrat.
Krao selbst soll sich bereits früh durchaus begeistert gezeigt haben, in der westlichen Welt Dinge zu erleben und zu besitzen, die ihr in der Heimat verwehrt gewesen waren, darunter eine Vielfalt an feinen Kleidern und Spielzeugen. Sie wird mit der Meinung zitiert, London sei Laos an Geschäften weit überlegen. Ihre höfliche Art und rasche Anpassung an viktorianische Gepflogenheiten machte den Behörden schnell deutlich, dass die „junge Lady“ auch der Impf- und Schulpflicht unterlag. Für 1883 wurden die wöchentlichen Einnahmen, die Farini mit Krao erzielte, auf 700 US-Dollar geschätzt.
Nach London wurde Krao im August 1883 in Liverpool und dann im September in Dublin vorgeführt. In Dublin trat sie täglich vor Publikum in der Star of Erin-Music-Hall auf, erstmals auf einer Bühne. Das wissenschaftliche Fachpublikum konnte sie auch in Unterwäsche begutachten. Ebenfalls 1883 trat Krao dann in Berlin auf, im damaligen Panoptikum. Weitere Stationen waren Leipzig, Halle, Wien und Frankfurt. Auch in Deutschland wurde sie eingehenden Untersuchungen unterzogen, wobei die deutschen Mediziner überwiegend eine Hypertrichosis universalis diagnostizierten.

### Behauptungen zu abweichender Anatomie
Zahlreiche Berichte von 1883 und 1884 konstatierten bei der sieben- und achtjährigen Krao verschiedene anatomische Atavismen abseits der Körperbehaarung. Hierbei handelte es sich meist um übertriebene, gefälschte oder oberflächliche Diagnosen, die G. A. Farini bewusst auswählte und auch bei wissenschaftlichen Gegendarstellungen weiterhin verbreitete, um sie als „Missing Link“ einordnen zu können: „Backenbeutel“ zum Verstauen von Nahrung; „äffische“ Ohren und eine flache Nase ohne Knorpelgewebe; ein kleiner Schädel mit einem „wilden“ Gesicht und buschigen Augenbrauen sowie eine 13. Rippe. Diese frühen Beschreibungen betonten aber auch eine reguläre menschliche Anatomie aller Gliedmaßen (jedoch mit ungewöhnlich flexiblen Händen und Zehen), aufrechten Gang, Ablehnung von Nacktheit, raschen Spracherwerb und hohe Intelligenz, kindliche Lebhaftigkeit und Neugier sowie ein freundliches Lachen. Einige Rassenkundler, die sich mit dem Kind beschäftigten, kamen zu dem Schluss, das angebliche Volk der Krao sei eine menschliche Varietät ähnlich den Veddas oder Ainu.
Hypertrichose war im 19. Jahrhundert ein Thema, das medizinisch sehr stark untersucht wurde. Zeitgleich mit Krao waren auch der russische „Bärenjunge“ Fedor Jeftichejew, der polnische „Löwenmensch“ Stephan Bibrowsky, die Amerikanerinnen Annie Jones und Alice Doherty sowie die burmesische Haarfamilie bekannt – letztere hatte ihre Hypertrichose über vier Generationen vererbt. Es war dokumentiert, dass bei Hypertrichose meist auch angeborene schwere Defekte am Gebiss vorlagen, daher wurde auf Kraos Gebiss besonderes Augenmerk gerichtet. Nach Auskunft von G. A. Farini habe sie eine zweite Zahnreihe, die noch nicht voll ausgebildet sei, was aber nicht haltbar war. Umgekehrt vermuteten der deutsche Zahnmediziner Gustav Julius Parreidt (1849–1933) und andere Wissenschaftler, dass das Kind nicht unter Hypertrichosis universalis leide, weil es, anders als alle anderen bekannten Betroffenen, ein „untadelhaftest“ vollständiges Gebiss habe. Dem widersprachen mit Maximilian Bartels und Rudolf Virchow zwei der angesehensten deutschen Mediziner und Anthropologen: Die Behaarung Kraos sei ein klarer Fall von Hypertrichose und ihr Gebiss sei lediglich viel weniger defekt als bei anderen bekannten Fällen. Auch bei ihr läge eine Zahnfleisch-Hypertrophie vor, was als atavistische zweite Zahnreihe fehlinterpretiert worden sei.
Auch als Siebzehnjährige hatte Krao weiterhin besonders biegsame Hand- und Fußgelenke; sonstige anatomische Beschreibungen konzentrierten sich mittlerweile nur noch auf den Stand ihrer Behaarung. Bemerkt wurde, dass die bei Hypertrichose sonst übliche Haarlocke am Nasenansatz fehlte, im Übrigen war ihr Gesicht vollständig behaart.

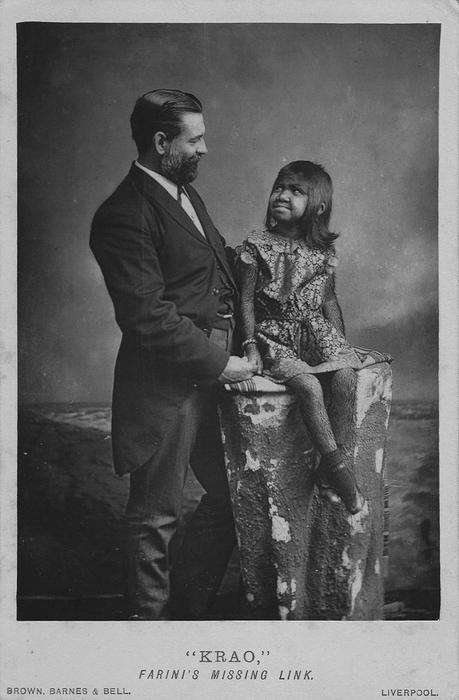
Farini und Krao, 1887 in Liverpool

### 1884–1887: Weitere Auftritte in den USA und Europa
Krao wurde dann von Farini in die Vereinigten Staaten gebracht, wo sie ab November 1884 zunächst im Chestnut Street Theater in Philadelphia auftrat. 1885 unternahm er eine Kalahari-Expedition; Krao wurde im Zirkus von John B. Doris gezeigt. Farini wandte sich im Lauf der folgenden Jahre immer mehr anderen Unternehmungen zu.
Die Darstellungen Kraos änderten sich, als sie älter wurde. Wegen der Besonderheit ihres Haarwuchses sollte dem zahlenden Publikum möglichst viel ihres Körpers dargeboten werden. Farini ließ sie in Fotografien fast unbekleidet posieren und warb gerne mit Illustrationen, die sie als nacktes Affenmädchen darstellen sollten. Die viktorianischen Sitten machten ein ebensolches Auftreten in Publikumsveranstaltungen allerdings schwierig und selbst die kurzen Kleider, die Kraos Arme und Beine frei ließen, gingen an die Anstandsgrenze. Kraos Haupthaar wurde nicht geschnitten, sodass sie als Jugendliche über Kopfhaare verfügte, die bis zur Hüfte und später zum Boden reichten. Ihre Bühnenkleidung blieb weiter knapp und sie trug ihre Haare offen, was in ihrer Zeit als sexualisiertes Auftreten wahrgenommen wurde: Frauen zeigten ihre Körperbehaarung nicht. Ihr seit dem Teenageralter gepflegter Vollbart trug ebenfalls dazu bei, dass sie entweder als „primitiv“ oder als sexuell aggressiv verstanden wurde; sie wurde als Perversion wahrgenommen.
Im Juni 1886 fand die erste Zurschaustellung Kraos in Paris statt. Die französische Presse, die bereits 1883 über ihren Aufenthalt in London berichtet hatte, war nur mäßig an weiteren Berichten über sie interessiert und betonte stattdessen, dass es sich bei ihr um einen Menschen handele und keinen „Missing Link“ wie von G. A. Farini weiterhin propagiert. Anstatt einer großen Bühne mietete Farini einen Privatraum im Etablissement Alcazar d'été und arrangierte Besuchszeiten. Diana Snigurowicz vermutet, dass Krao und „revolutionäre“ Theorien des Darwinismus im boulangistischen Frankreich behördlich unerwünscht waren, dagegen bezeichnet Nadja Durbach die Pressemeldungen und Karikaturen als stärker sexuell aufgeladen als bei den früheren Auftritten in England.
1887 wurde Krao erneut in London präsentiert und auch ein zweites Mal in Berlin; sie wurde dabei nochmals durch Rudolf Virchow untersucht. Auch ein drittes Gastspiel in Berlin Ende 1893 wurde wissenschaftlich begleitet und Porträtfotos wurden angefertigt, 1894 gastierte sie ein zweites Mal im Frankfurter Zoo.

### Schaustellerin im Erwachsenenalter

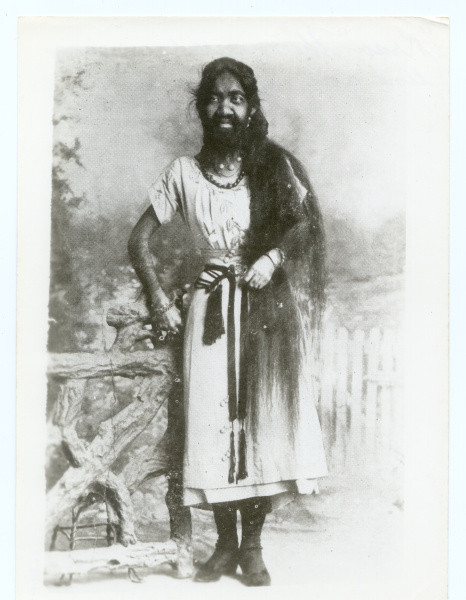
Krao Farini in den 1890ern

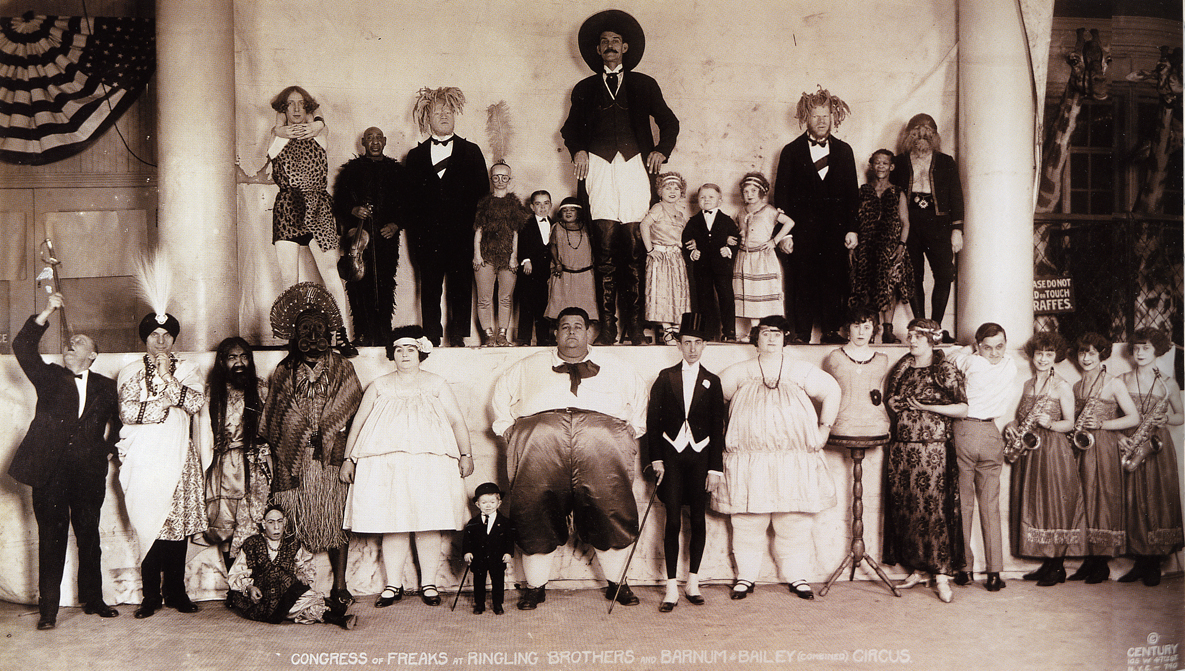
Der Congress of Freaks 1924, Krao Farini in der vorderen Reihe als dritte von links

Über vierzig Jahre lang tourte Krao Farini in verschiedenen Ensembles durch die Vereinigten Staaten und zeigte Schaulustigen ihren Bart und ihre besonders beweglichen Hände und Füße. Die Art ihrer Inszenierung wechselte nach Laune der jeweiligen Impresarios, die sie vermarkteten. Sie bestand allerdings stolz auf der Bezeichnung „originaler missing link“, um zu betonen, dass verschiedene Nachahmer lediglich Trittbrettfahrer ihres Modells waren. Sie war nach Einschätzung einiger Autoren die wohl bekannteste „Dame mit Bart“ des Landes und laut ihrem Nachruf auch „der beliebteste Freak“. Unter Zirkusleuten wurden ihre Intelligenz, Liebenswürdigkeit und Kultiviertheit gepriesen.
Sie sprach als 17-Jährige 1893 mindestens die vier Sprachen Englisch, Deutsch, Italienisch und Französisch. Sie befand sich in dieser Zeit meist mit einer aus England stammenden Gesellschafterin auf Reisen. Im späteren Leben soll Farini sechs oder sieben Sprachen fließend beherrscht haben und im Winterlager von Barnum & Bailey in Bridgeport diese Sprachen unterrichtet haben. Andere Aussagen sprechen ihr zu, fünf Sprachen fließend beherrscht zu haben, sowie Pianospielerin gewesen zu sein. Sie entdeckte auch eine Leidenschaft für das Stricken.
1899 bereiste sie erneut England und Schottland. Ihr knappes Kostüm rief im Londoner Aquarium nun schärferen Protest hervor. Eine Zuschauerin unterstellte der 23-Jährigen in einem Protestbrief zudem, durch die Behauptung ein Mischwesen zwischen Mensch und Affe zu sein, Zoophilie zu fördern. Eine daraufhin angestrengte Untersuchung des Londoner Stadtrats stellte klar, dass weder Kostüm noch Auftritt etwas Unanständiges an sich hätten.
1903 war sie beim Zirkus von Barnum & Bailey unter Vertrag, wo man sie erneut in Verbindung mit einem Gorilla ausstellte und ihr die gelehrige Schimpansin Johanna als Partnerin zuwies. Neue Legenden zu ihrer Herkunft wurden erfunden, nun etwa mit Julia Pastrana als ihrer angeblichen Mutter. Farini nahm das Image einer freigeistigen Junggesellin an, die zu unabhängig für eine Heirat sei, und lehnte Heiratsanträge stets ab.
Im Ringling Brothers Circus war sie 1916 und 1917 als Sideshow-Attraktion mit einem Gehalt von 50 Dollar pro Woche unter Vertrag, was in ihrem Segment (Auftritte vor kleinem Publikum anstatt in der großen Manege) ein beträchtlicher Verdienst war, aber hinter dem von Artisten und Showgrößen deutlich zurückblieb. Als bekannte Darstellerin genoss sie unter anderem auch Gepäck-Privilegien.
Krao Farini erlag 1926 in ihrem Haus in Brooklyn einer Influenzainfektion. Im Bewusstsein, dass Anthropologen Körper wie den ihren für Museen präparierten, hatte sie zuletzt verfügt, ohne Obduktion eingeäschert zu werden.

## Neuere Rezeption
In der Forschung zur gesellschaftlichen Wahrnehmung von sogenannten „Freaks“ im 19. und frühen 20. Jahrhundert wird auch untersucht, welche zusätzlichen Faktoren bei der Ausgrenzung aus der Gesellschaft eine Rolle spielten. Krao Farinis Leben und ihre Behandlung wurde aus vielen Blickwinkeln studiert, da sie (als dunkelhäutige Frau aus Bangkok) sowohl dem Kolonialismus als auch Misogynie und Rassismus ausgesetzt war (Mehrfachdiskriminierung, Intersektionalität).